# 圣拉匝禄圣赛苏堂 (维罗纳)
圣拉匝禄圣赛苏堂（Santi Nazaro e Celso）是一座罗马天主教教堂，罗马式风格,位于意大利维罗纳 通往主教门的街道上。
9 世纪，此处建起一座教堂，由于在中世纪时期位于城墙外，因此在 10 世纪 匈牙利入侵期间被毁。
现存教堂于 1464年10月13日开工，两年后的1466年4月6日竣工。1483 年 2 月 14 日祝圣。钟楼建于 1550 年。咏经席的壁画由保罗·法里纳蒂绘制。 1688年，椭圆形的祭衣间建成。在装饰精美的小堂中，有多位艺术家的作品，委罗内塞的一幅《西门家中的筵席》最初位于修道院食堂中。